# Ahmetovci
Ahmetovci je naseljeno mjesto u sastavu općine Bosanski Novi, Republika Srpska, BiH.

## Stanovništvo
| Ahmetovci          |              |
| godina popisa      | 1991.        |
| Srbi               | 287 (97,95%) |
| Hrvati             | 0            |
| Muslimani          | 0            |
| Jugoslaveni        | 6 (2,05%)    |
| ostali i nepoznato | 0            |
| ukupno             | 293          |